# Sabatinca demissa
Sabatinca demissa là một loài bướm đêm thuộc họ Micropterigidae. Nó được Philpott miêu tả năm 1923. Nó được tìm thấy ở New Zealand.